# Russian Rhythm
Russian Rhythm, née en 2000, est une jument de course pur-sang britannique, elle est élue meilleure pouliche de 3 ans en Europe en 2003.

## Carrière de courses
Élevée dans le Kentucky par Brushwood Stable, Russian Rhythm est acquise foal pour $ 370 000 par Cheveley Park Stud, qui la confie au grand entraîneur Michael Stoute. La pouliche effectue des débuts victorieux en juin de ses 2 ans, une victoire aussitôt confirmée par un succès dans un groupe 3, les Princess Margaret Stakes, disputé à Ascot. Un mois plus tard, elle grimpe encore d'un étage en s'adjugeant un groupe 2, les Lowther Stakes, puis compte logiquement parmi les favorites des Cheveley Park Stakes en fin de saison. Elle y connaît sa première défaite, battue par la véloce Airwave. Cette année-là, c'est Attraction qui est élue meilleure 2 ans européenne.  
En 2003, Russian Rhythm reprend le cours de ses succès en rentrant directement dans les 1000 Guinées. Elle y devance dans cet ordre les Françaises Six Perfections et Intercontinental, ainsi que Soviet Song dans une édition marquante puisque les quatre premières ont chacune remporté plusieurs groupe 1. Un mois plus tard, elle retrouve Soviet Song dans les Coronation Stakes, et s'impose à nouveau. Lui reste maintenant à affronter les mâles et les chevaux d'âge. Ce ne sera pas dans le Prix Jacques Le Marois, gagné par Six Perfections, mais dans les Queen Elizabeth II Stakes. Mais Russian Rhythm doit s'avouer vaincue face au champion Falbrav, pourtant davantage habitué à s'illustrer sur des distances plus longues. L'automne semble plus difficile pour la pouliche, sans doute un peu défraîchie. À moins que les 2 000 mètres des Champion Stakes, dans lesquels elle achève sa saison, ne soient tout simplement trop longs pour elle. Elle n'y peut faire mieux que cinquième, mais obtient devant Six Perfections le titre de meilleure 3 ans européenne de l'année.
En 2004, Russian Rhythm semble revenue en pleine forme. Elle entame son année par une probante victoire dans les Lockinge Stakes, qui semble augurer du meilleur pour la suite. Las, une blessure met un terme prématuré à sa saison, et même à sa carrière, puisqu'on ne reverra plus en piste cette championne aux quatre groupe 1. 

### Résumé de carrière
| Date         | Hippodrome  | Pays        | Course                    | Statut      | Distance    | Jockey        | Place       | Écart       | Vainqueur ou deuxième |
| 2003, 3 ans  | 2003, 3 ans | 2003, 3 ans | 2003, 3 ans               | 2003, 3 ans | 2003, 3 ans | 2003, 3 ans   | 2003, 3 ans | 2003, 3 ans | 2003, 3 ans           |
| ------------ | ----------- | ----------- | ------------------------- | ----------- | ----------- | ------------- | ----------- | ----------- | --------------------- |
| 28 juin      | Newmarket   | Royaume-Uni | Maiden                    |             | 1 200 m     | Kieren Fallon | 1er / 6     | encolure    | Fancy Lady            |
| 27 juillet   | Ascot       | Royaume-Uni | Princess Margaret Stakes  | Gr. 3       | 1 200 m     | Kieren Fallon | 1er / 6     | 1 ¼         | Luvah Girl            |
| 22 août      | York        | Royaume-Uni | Lowther Stakes            | Gr. 2       | 1 200 m     | Kieren Fallon | 1er / 5     | 1 ¾         | Danaskaya             |
| 4 octobre    | Newmarket   | Royaume-Uni | Cheveley Park Stakes      | Gr. 1       | 1 200 m     | Kieren Fallon | 2e / 6      | 1 ½         | Airwave               |
| 2003, 3 ans  |             |             |                           |             |             |               |             |             |                       |
| 4 mai        | Newmarket   | Royaume-Uni | 1000 Guineas              | Gr. 1       | 1 600 m     | Kieren Fallon | 1er / 19    | 1 ½         | Six Perfections       |
| 29 juin      | Ascot       | Royaume-Uni | Coronation Stakes         | Gr. 1       | 1 600 m     | Kieren Fallon | 1er / 9     | 1 ½         | Soviet Song           |
| 2 août       | Goodwood    | Royaume-Uni | Nassau Stakes             | Gr. 1       | 2 000 m     | Kieren Fallon | 1er / 8     | encolure    | Ana Marie             |
| 27 septembre | Ascot       | Royaume-Uni | Queen Elizabeth II Stakes | Gr. 1       | 1 600 m     | Kieren Fallon | 2e / 8      | 2           | Falbrav               |
| 18 octobre   | Newmarket   | Royaume-Uni | Champion Stakes           | Gr. 1       | 2 000 m     | Kieren Fallon | 5e / 12     | 6 ¼         | Rakti                 |
| 2004, 3 ans  |             |             |                           |             |             |               |             |             |                       |
| 15 mai       | Newbury     | Royaume-Uni | Lockinge Stakes           | Gr. 1       | 1 600 m     | Kieren Fallon | 1er / 15    | 1/2         | Salselon              |

## Au haras
Retirée au haras de Cheveley Park Stud à Newmarket, Ryssian Rhythm y devient poulinière mais si elle a donné plusieurs vainqueurs, aucun n'a pu se mettre en évidence au plus haut niveau. Son meilleur produit, Safina (par Pivotal), a terminé quatrième des Nell Gwyn Stakes, un groupe 3. En revanche, ses filles se sont distinguées au haras :
- Barynya (par Pivotal), mère de 
  - Zonderland (Dutch Art) : Sovereign Stakes (Gr.3), deuxième des Challenge Stakes (Gr.2) et deux fois deuxième du Celebration Miile (Gr.2),
- Russian Finale (par Dansili), mère de 
  - Bashkirova (Pivotal) : Princess Elizabeth Stakes (Gr.3).
- Safina (par Pivotal), mère de 
  - Marenko (Exceed and Excel) : Fred Darling Stakes (Gr.3), 2e May Hill Stakes (Gr.2), Prix du Calvados, 3e Sweet Solera Stakes (Gr.3)
  - Potapova (Invincible Spirit) : Atalante Stakes (Gr.3), 2e Princess Elizabeth Stakes (Gr.3).

Russian Rhythm est morte d'une crise de coliques le 20 août 2014.

## Origines
Russian Rhythm est issue du grand étalon Kingmambo, père de El Condor Pasa, Divine Proportions et autres Henrythenavigator. Côté maternel, il s'agit d'une famille formidable puisque la deuxième mère, Balidaress est une exceptionnelle poulinière à qui l'on doit :  
- Alydaress (Alydar) : Oaks, Ribblesdale Stakes (Gr.2), 2e Yorkshire Oaks, Gran Premio del Jockey Club. Mère de :
  - Allurement (Sadler's Wells) : Prix Cléopâtre (Gr.3).
- Desirable (Lord Gayle) : Cheveley Park Stakes, 2e Moyglare Stud Stakes, Lowther Stakes (Gr.2), Nassau Stakes (Gr.2), 3e 1000 Guineas, mère de :
  - Dumaani (Danzig) : Keio Hai Sprint Cup (Gr.2), Keeneland Breeders' Cup Stakes (Gr.3).
  - Fath (Danzig) : Lennox Stakes (Gr.2), 2e Middle Park Stakes, Challenge Stakes (Gr.2)
  - Shadayid (Shadeed) : 1000 Guineas, Prix Marcel Boussac, 2e Coronation Stakes, Sussex Stakes, 3e Oaks, Queen Elizabeth II Stakes, Haydock Sprint Cup. Mère de :
    - Bint Shadayid (Nashwan) : Prestige Stakes (Gr.3), 2e Fillies' Mile, 3e 1000 Guineas.
    - Imtiyaz (Woodman) : 2e Prix Jean Prat.
- Flames of Paris (Blushing Groom), mère de : 
  - Hot Snitzel (Snitzel) :  BTC Cup (Gr.1), BRC Sire's Produce Stakes (Gr.2), Royal Sovereign Stakes (Gr.2), Sebring Stakes (Gr.2), 2e  T.J. Smith Stakes (Gr.1), VRC Linlithgow Stakes (Gr.2)
- Nashamaa (Ahonoora) : 2e National Stakes, 3e Blandford Stakes (Gr.2)
- Park Appeal (Ahonoora) : Moyglare Stud Stakes, Cheveley Park Stakes, mère de :
  - Cape Cross (Green Desert) : Lockinge Stakes, Queen Anne Stakes, Celebration Mile (Gr.2), 3e Prix Jacques Le Marois. Étalon de tête, père de Sea The Stars, Golden Horn ou Ouija Board.
- Balistroika, mère de : 
  - Perfectperformance (Miswaki) : Royal Lodge Stakes (Gr.2)
  - Russian Rhythm

### Pedigree
| Origines de Russian Rhythm (USA), jument alezane née en 2000 | Origines de Russian Rhythm (USA), jument alezane née en 2000 | Origines de Russian Rhythm (USA), jument alezane née en 2000 | Origines de Russian Rhythm (USA), jument alezane née en 2000 |
| ------------------------------------------------------------ | ------------------------------------------------------------ | ------------------------------------------------------------ | ------------------------------------------------------------ |
| Père Kingmambo                                               | Mr. Prospector                                               | Raise a Native                                               | Native Dancer                                                |
| Père Kingmambo                                               | Mr. Prospector                                               | Raise a Native                                               | Raise You                                                    |
| Père Kingmambo                                               | Mr. Prospector                                               | Gold Digger                                                  | Nashua                                                       |
| Père Kingmambo                                               | Mr. Prospector                                               | Gold Digger                                                  | Sequence                                                     |
| Père Kingmambo                                               | Miesque                                                      | Nureyev                                                      | Northern Dancer                                              |
| Père Kingmambo                                               | Miesque                                                      | Nureyev                                                      | Special                                                      |
| Père Kingmambo                                               | Miesque                                                      | Pasodoble                                                    | Prove Out                                                    |
| Père Kingmambo                                               | Miesque                                                      | Pasodoble                                                    | Santa Quilla                                                 |
| Mère Balistroika                                             | Nijinsky                                                     | Northern Dancer                                              | Nearctic                                                     |
| Mère Balistroika                                             | Nijinsky                                                     | Northern Dancer                                              | Natalma                                                      |
| Mère Balistroika                                             | Nijinsky                                                     | Flaming Page                                                 | Bull Page                                                    |
| Mère Balistroika                                             | Nijinsky                                                     | Flaming Page                                                 | Flaring Top                                                  |
| Mère Balistroika                                             | Balidaress                                                   | Balidar                                                      | Will Somers                                                  |
| Mère Balistroika                                             | Balidaress                                                   | Balidar                                                      | Violet Bank                                                  |
| Mère Balistroika                                             | Balidaress                                                   | Innocence                                                    | Sea Hawk                                                     |
| Mère Balistroika                                             | Balidaress                                                   | Innocence                                                    | Novitiate (famille 14-c)                                     |